# Peridroma cinctipennis
Peridroma cinctipennis är en fjärilsart som beskrevs av Butler 1881. Peridroma cinctipennis ingår i släktet Peridroma och familjen nattflyn. Inga underarter finns listade i Catalogue of Life.